# Mona (Vorname)
Mona ist ein weiblicher Vorname.

## Bedeutung
Der Name Mona hat in verschiedenen Sprachen unterschiedliche Bedeutungen: im Arabischen Hoffnung, im Irischen edel. Das spanische Adjektiv mono (weiblich mona) bedeutet niedlich.
Der Name Mona kann auch die Kurzform der deutschen Vornamen Simona, Monika oder Ramona sein. Bei der Mona Lisa ist Mona die Kurzform des italienischen Madonna, es heißt also eigentlich Madonna Lisa.

## Namensträger
- Mona Ameziane (* 1994), deutsche Moderatorin
- Mona Baptiste (1928–1993), Schlagersängerin
- Mona Barrie (1909 – 1964), US-amerikanische Schauspielerin
- Mona Barthel (* 1990), deutsche Tennisspielerin
- Mona von Bismarck (1897–1983), US-amerikanische Philanthropin
- Mona Bollerud (* 1968), norwegische Biathletin
- Mona Botros, deutsche Journalistin und Filmemacherin
- Mona Chollet (* 1973), Schweizer Autorin und Journalistin
- Mona Eltahawy (* 1967), ägyptisch-US-amerikanische Journalistin
- Mona Fagerås (* 1972), norwegische Politikerin
- Mona Freiberg (* 1950), deutsche Schauspielerin
- Mona Grudt (* 1971), norwegische Redakteurin, Moderatorin, Tänzerin und Schauspielerin
- Mona Hatoum (* 1952), britische Künstlerin
- Mona Hofland (1929–2010), norwegische Schauspielerin
- Mona Juul (* 1959), norwegische Diplomatin
- Mona Karff (1914–1998), US-amerikanische Schachspielerin
- Mona Kasten (* 1992), deutsche Schriftstellerin
- Mona Keijzer (* 1968), niederländische Politikerin
- Mona Khaled (* 1994), ägyptische Schachspielerin
- Mona Løseth (* 1991), norwegische Skirennläuferin
- Mona Mahmoud (* 1980), ägyptische Fußballschiedsrichterassistentin
- Mona Mahmudnizhad (1965–1983), iranische Märtyrerin
- Mona Mitterwallner (* 2002),  österreichische Mountainbikerin
- Mona Georgia Müller (* 1995), deutsche Schauspielerin
- Mona Parsons (1901–1976), kanadische Widerstandskämpferin
- Mona Rae Miracle (* 1939), US-amerikanische Schriftstellerin
- Mona Nemer (* 1957), libanesisch-kanadische Molekularbiologin
- Mona Nørgaard (* 1948), dänische Orientierungsläuferin
- Mona-Liisa Nousiainen (1983–2019), finnische Skilangläuferin
- Mona Ozouf (* 1931), französische Historikerin und Schriftstellerin
- Mona Pirzad (* 1984), deutsche Schauspielerin iranischer Herkunft
- Mona Røkke, geb. Scobie (1940–2013), norwegische Politikerin
- Mona Rüster (1901–1976), deutsche Tischtennisspielerin
- Mona Seefried (* 1957), österreichische Schauspielerin
- Mona Seilitz (1943–2008), schwedische Schauspielerin und Moderatorin
- Mona Simpson (geb. Mona Jandali; * 1957), US-amerikanische Romanautorin und Essayistin
- Mona Solheim (* 1979), norwegische Taekwondoin
- Mona Steigauf (* 1970), deutsche Leichtathletin
- Mona Vetsch (* 1975), Schweizer Moderatorin
- Mona Wales (* 1985), US-amerikanische Pornodarstellerin
- Mona Washbourne (1903–1988), britische Schauspielerin
- Mona Yahia (* 1954), irakische Künstlerin und Schriftstellerin

## Fiktive Figuren
- Mona Parker, Hauptfigur der Zeichentrickserie Mona der Vampir
- Mona Simpson, Figur der Zeichentrickserie Die Simpsons, siehe Simpsons-Familie #Mona Simpson
- Mona Vanderwaal, Figur aus der US-amerikanischen Mysterieserie Pretty Little Liars
- Mona, die kranke Zuhörerin des Vampirs in Das Licht und der Schatten von Adolf Muschg